# Richard Caton Woodville

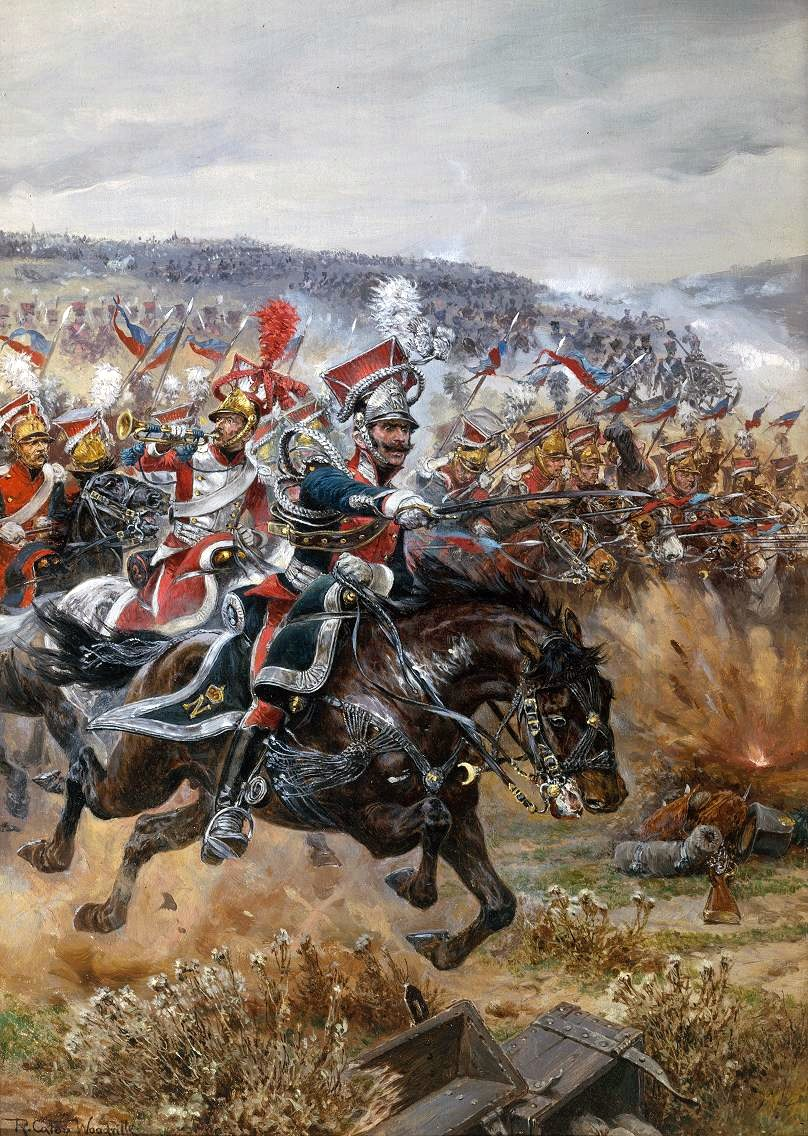
Ostatnia szarża Poniatowskiego pod Lipskiem (1912)

Richard Caton Woodville (ur. 7 stycznia 1856 w Londynie, zm. 17 sierpnia 1927 tamże), angielski malarz, rysownik, jeden z najbardziej płodnych malarzy scen batalistycznych z przełomu XIX i XX wieku.
Studiował w Düsseldorfie i Paryżu, jego nauczycielami byli Wilhelm Camphausen, Eduard von Gebhardt i Jean-Léon Gérôme. Pracował jako reporter, publicysta i autor ilustracji dla Illustrated London News, współpracował z Cornhill Magazine, Strand Magazine i The Tatler. Malował sceny z wojen i bitew, których był świadkiem np. wojna rosyjsko-turecka, jak i historycznych (m.in. wojen napoleońskich). Wystawiał w Royal Academy i Fine Art Society. Jego prace są nadal eksponowane m.in. w National Army Museum, Tate Gallery, Walker Art Gallery i Royal Academy.

## Wybrane prace batalistyczne
- Before Leuthen, Dec. 3rd, 1757 (1879)
- The Charge of the Light Brigade (Royal Collection, Madryt)
- Cruel To Be Kind (1882, National Army Museum)
- The Moonlight Charge at Kassassin (1883)
- Saving the Guns (1883, Walker Art Gallery)
- The Guards at Tel-e-Kebir (1885, Royal Collection)
- The Charge of the 21st Lancers at Omdurman (Walker Art Gallery)
- The Relief of the Light Brigade, (1897, National Army Museum)
- General Wolfe Climbing the Heights of Abraham on the Morning of the Battle of Quebec (1906, Tate)
- Napoleon Crossing the Bridge to Lobau Island (1912, Tate)
- Poniatowski's Last Charge at Leipzig (1912, Tate)
- Marshal Ney at Eylau (1913, Tate)
- The First VC of the European War (1914, National Army Museum)
- Halloween, 1914: Stand of the London Scottish on Messines Ridge (1914, London Scottish Museum Trust)
- The 2nd Batt. Manchester Regiment taking six guns at dawn near St. Quentin
- Entry of the 5th Lancers into Mons